# كوري يون
كوري يون (بالصينية: 元奎) هو مصمم رقص وكاتب سيناريو ومخرج وممثل صيني، ولد في 15 فبراير 1951 بهونغ كونغ في الصين.

## أعمال

### أفلام
- (1972) قبضة الغضب
- (2002) الناقل[7]
- (2006)  ميت أو حي[8]

## وصلات خارجية
- كوري يون على موقع IMDb (الإنجليزية)
- كوري يون على موقع ألو سيني (الفرنسية)
- كوري يون على موقع أول موفي (الإنجليزية)
- كوري يون على موقع قاعدة بيانات الفيلم (الإنجليزية)
- كوري يون على موقع كينوبويسك (الروسية)